# シャイラージャ・アッチャーラ
シャイラージャ・アッチャーラ（Shailaja Acharya、1944年 – 2009年6月12日）は、ネパールの政治家。ネパール会議派の幹部で、1998年に短期間ではあるが、ネパール初の女性副首相を務めた。
アッチャーラは、ネパール史上最初に国会によって選ばれた首相であるビシュウェシュワール・プラサド・コイララ、ネパール会議派総裁のギリジャ・プラサド・コイララ双方の姪に当たる。また、女優のマニーシャ・コイララは姪である。
2009年6月12日、入院中のカトマンズのトリブバン大学病院でアルツハイマー病と肺炎のため死去した。65歳。